# Laura Bernal
Laura Bernal (1956-26 de abril de 2020) fue una diplomática argentina. Se desempeñó como embajadora de la Argentina en la República de Irlanda de 2016 hasta su repentina muerte en 2020. Mientras era embajadora se produjo la visita de su compatriota, el papa Francisco a Irlanda, con motivo del Encuentro Mundial de las Familias de 2018.
Bernal nació en Buenos Aires. 
Ingresó al Servicio Exterior de la Nación y ocupó diversos cargos, entre los que se destacaban el de directora general de Recursos Humanos y Planeamiento Organizacional de la Cancillería, hasta que fue designada como embajadora argentina en Irlanda por la presidenta Cristina Fernández de Kirchner en 2015, decisión ratificada por Mauricio Macri.
Falleció en su casa de Rathmines el 26 de abril de 2020 y se descubrió post mortem que había contraído COVID-19. A pedido de su hermana, y a causa de la situación epidemiológica que atravesaba Irlanda, el cuerpo de Bernal no fue repatriado. Su funeral tuvo lugar el 15 de mayo en la parroquia de St. Michael en Foxford y luego fue sepultada en cercanías del cementerio Craggagh. Foxford es el lugar de nacimiento del almirante Guillermo Brown (marino irlandés fundador de la Armada Argentina), por ello se decidió por aquella localidad.